# 金希頻
金 希頻（キム ヒビン、1976年 - ）は、韓国釜山出身の作曲家、ゲームプロデューサー。現在、NAVER Z Japan株式会社の代表取締役副社長。

## 人物
- 韓国では国民的ヒットとなった数字ソングを含め、多数の名曲を手掛けた。
- 韓国Netmarble社とLINE PLAY社でゲーム事業部長を務めた。
- 日本に渡り、LINE株式会社ではゲーム事業部長として様々なゲームサービスをヒットさせた経験がある。
- 株式会社Devsisters Japanの代表取締役社長として色んなアプリを開発＆運営
- 現在NAVER Z Japan株式会社の代表取締役副社長。